# Job Air - Central Connect Airlines
JOB AIR - CENTRAL CONNECT AIRLINES s.r.o. (od svého vzniku do 22. srpna 2007 Job Air, s.r.o.) byla česká letecká společnost, která až do ukončení svého provozu dne 30. června 2014 sídlila na letišti Leoše Janáčka v Ostravě.
Společně s JOB AIR Technic a.s., (povolena reorganizace) JOB AIR Logistics (v likvidaci) a Czech Connect Airlines (zanikly) byla členem skupiny CCG (Central Connect Group), ta je majetkově spojena s finanční společností Geofin a.s., se sídlem v Ostravě.
Pro podobné jméno i logo bývá občas v médiích zaměňována a směšována se svou původně sesterskou společností Czech Connect Airlines (dříve Central Charter Airlines).

## Historie

### Ukončení činnosti
Poslední pravidelný let Ostrava – Vídeň byl vykonán 24. února 2012.
Job Air ukončila svou činnost k 30. 6. 2014, protože soudem povolená reorganizace se nezdařila a společnosti se nepodařilo dostat ze ztráty. Společnost měla při ukončení činnosti pohledávky vůči Air Lipsia i vůči Air 100 v řádech milionů korun. Bez těchto peněz a zajištění solidního obchodního partnera nebyl další provoz společnosti perspektivní.
Jelikož se nedařilo zajistit jiného partnera ani se nepodařilo dokončit dvouletou technickou prohlídku druhého letadla, byla činnost společnosti ukončena.

## Destinace

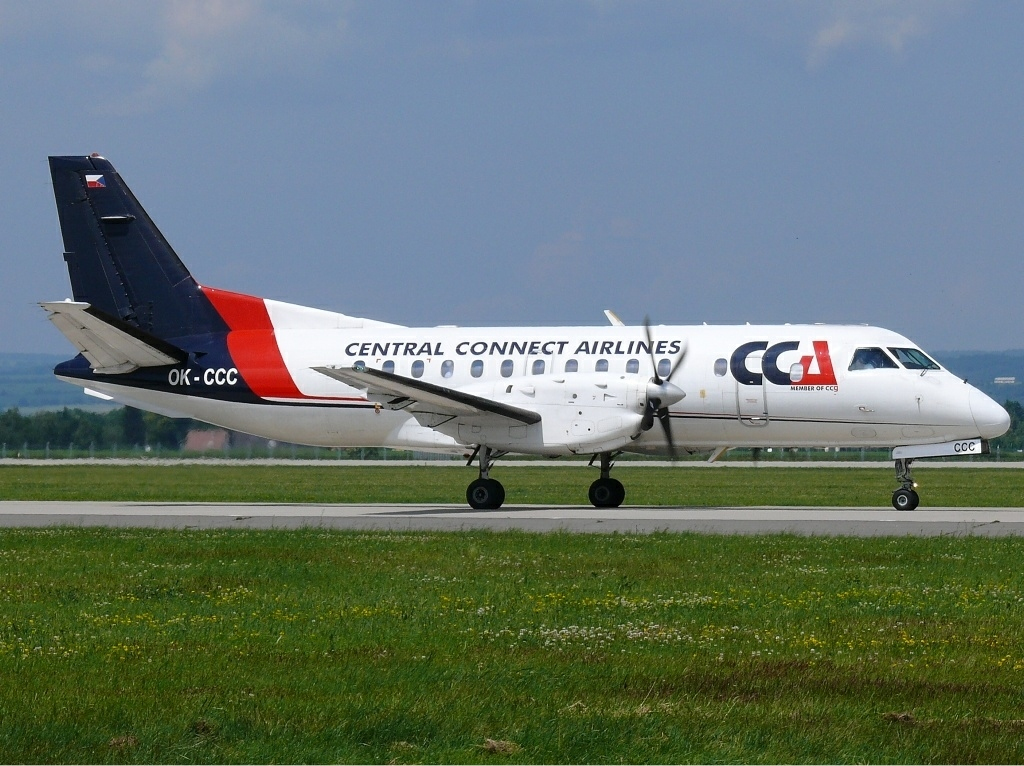
Saab 340B CCA na letišti Leoše Janáčka Ostrava

Od září 2012 až do ukončení provozu společnost provozovala jedinou linku Pori – Helsinky, která byla zajišťována v obchodní režii finské společnosti Air100.
Mimoto společnost provozovala charterové lety pro menší skupiny do 33 pasažérů a také cargo přepravu letadly Saab 340 do 3,5 t.
Společnost provozovala pravidelnou leteckou přepravu osob mezi Ostravou a Vídní, Ostravou a Splitem, Brnem a Zadarem, Ostravou a Mnichovem. Ve spolupráci s ČSA zajišťovaly CCA lety mezi letištěm Praha a Brnem resp. Ostravou.
CCA provozovaly pravidelné lety (sdílené s ČSA) do německého Lipska a do polské Poznaně, zatímco linka Lipsko – Brusel byla provozována pro leteckou společnost Air Lipsia.

## Flotila

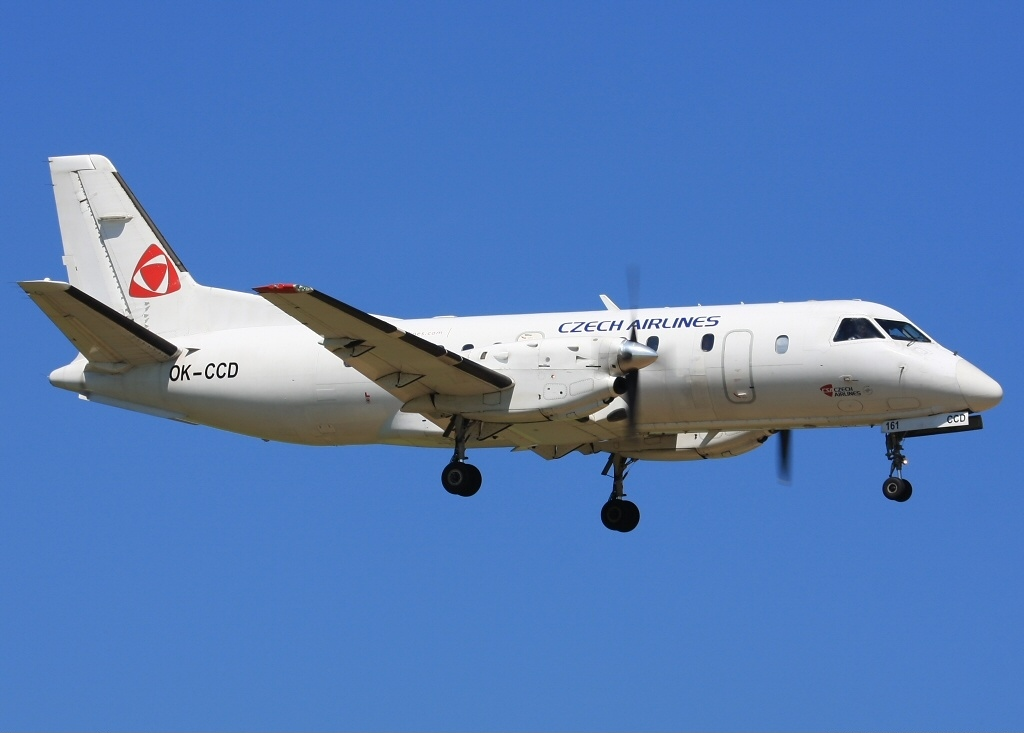
Saab 340B, který byl pronajímán ČSA na krátké linky.

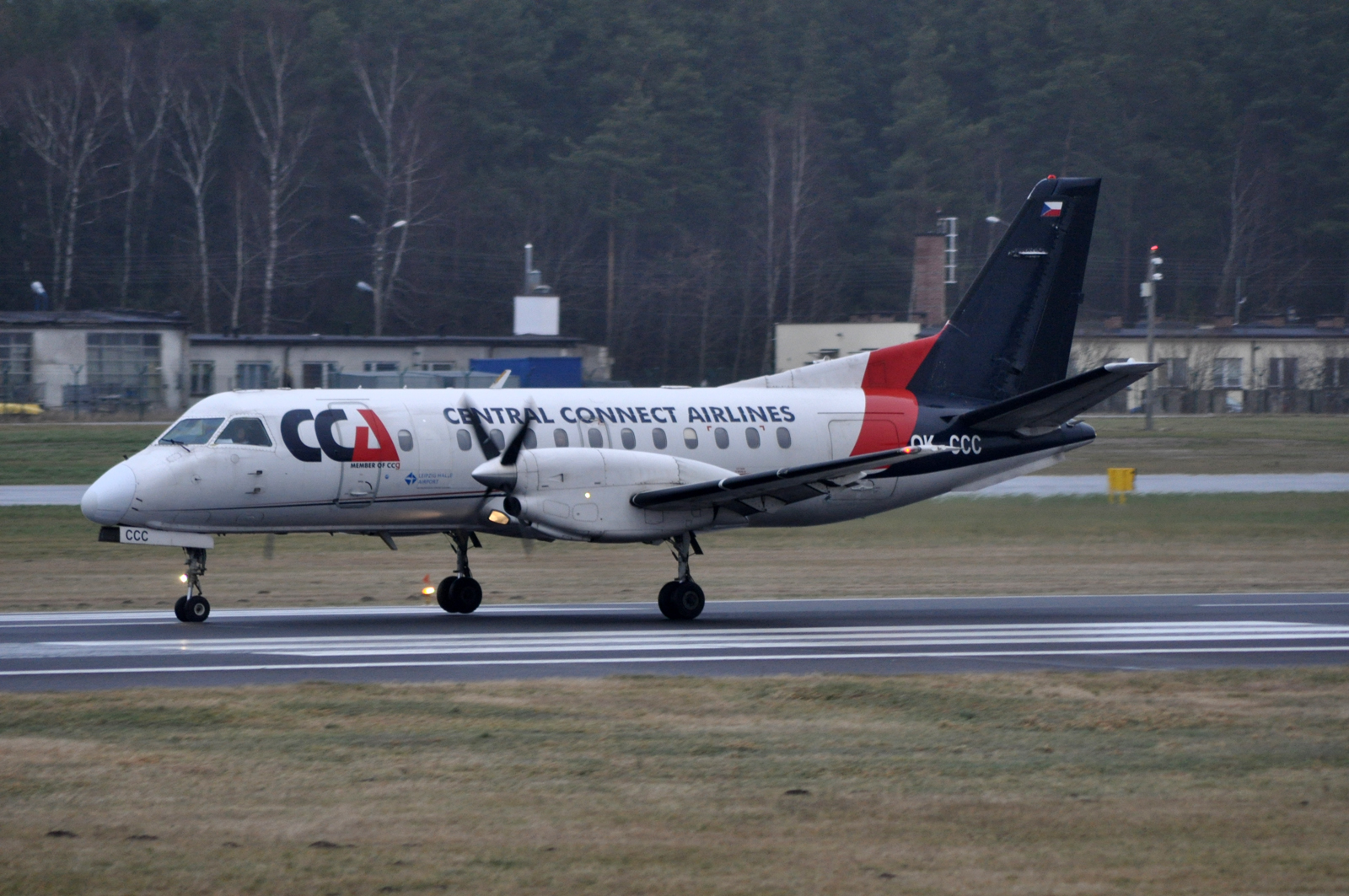
Saab 340 (imatrikulace OK-CCC) na letišti v Gdaňsku

Za celou dobu působení společnost Central Connect Airlines provozovala 10 letadel: